# Friedhof an der Heidenmauer

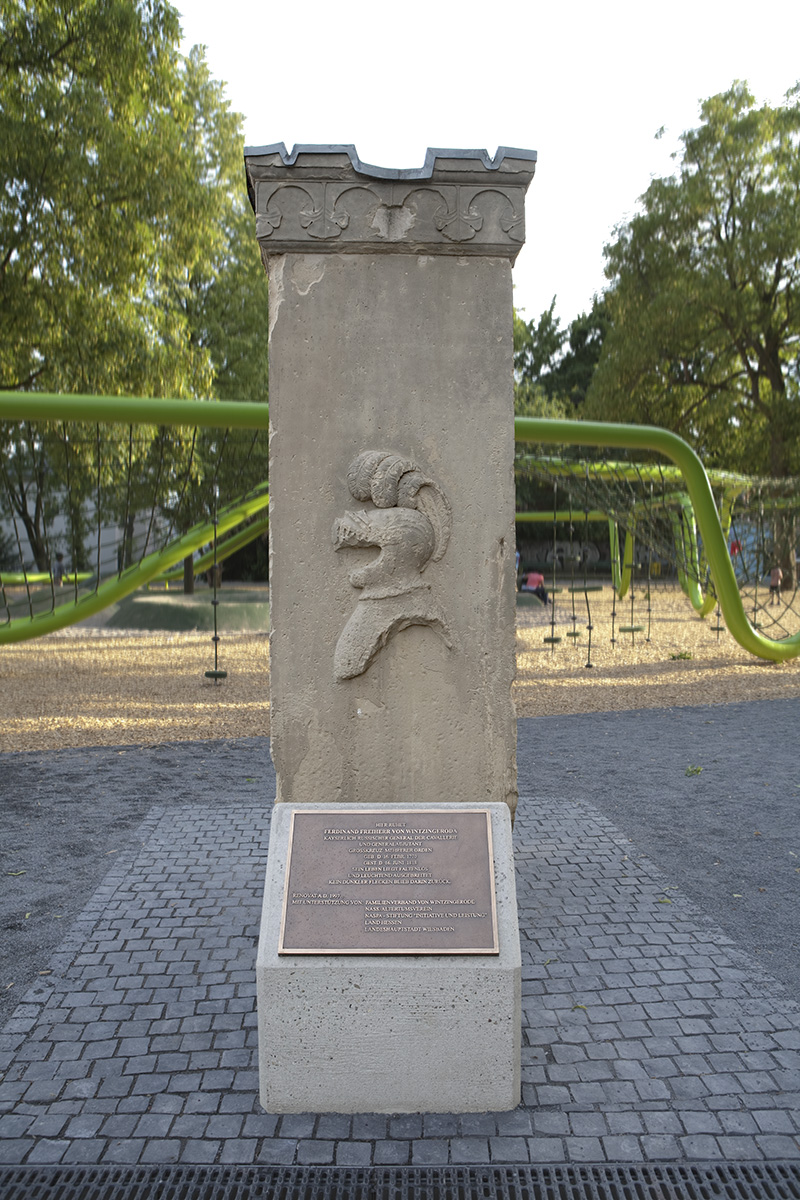
Sepultura de Ferdinand von Wintzingerode

O Friedhof an der Heidenmauer (também Friedhof am Römertor)  foi um cemitério da cidade de Wiesbaden de 1573 até ser fechado em 1832.

## Localização
O cemitério ficava ao sul do Heidenmauer romano, a leste de Coulinstraße, e se estendia para o oeste até o Schulberg. O muro ocidental do cemitério também era o muro da cidade. A entrada pela Langgasse foi chamada Kirchhofgasse até 1902 (hoje Am Römertor). De lá havia um avanço pelo Heidenmauer (Heidnische Pforte) para chegar ao cemitério.

## História
Depois que os mortos da cidade de Wiesbaden foram enterrados no pátio da Mauritiuskirche e também na própria igreja até o século XVI, foi decidido construir um novo cemitério na periferia noroeste da cidade ao sul do Heidenmauer devido ao aumento da população e também por razões de higiene. O primeiro sepultamento ocorreu em 1573. No início apenas os pobres eram enterrados aqui, mas os cidadãos ricos de Wiesbaden podiam continuar a ser enterrados dentro ou perto da Mauritiuskirche mediante pagamento de uma taxa. No entanto, o príncipe Georg August von Nassau fechou o cemitério da igreja em 1690 e o cemitério de Heidenmauer tornou-se o principal local de sepultamento para os moradores de Wiesbaden. Também em 1690 um cemitério pobre e hospitalar foi construído no Hospital em Kochbrunnen. A população em rápido crescimento tornou necessário expandir o cemitério de Heidenmauer até o Schulberg em 1753, 1820 e 1821, o que também envolveu a mudança da muralha da cidade. No entanto, devido à falta de espaço, o cemitério teve que ser definitivamente fechado em 6 de setembro de 1832. Desde então os mortos só foram enterrados no recém-criado Totenhof an der Platter Chaussee. Em 1886 a área foi convertida em um parque que foi aberto ao público em geral. Algumas das sepulturas tiveram que ser removidas para a construção da Coulinstrasse no início de 1901, e foram transferidas para o cemitério na Platter Chaussee. Após a Segunda Guerra Mundial a área entre Coulinstraße e Schulberg foi convertida em área verde com playground, as lápides foram removidas ou desapareceram, exceto pelo túmulo pilar de Ferdinand von Wintzingerode. Poucos testemunhos do antigo cemitério são mantidos hoje no Museum Wiesbaden.

## Personalidades
- Karl Friedrich August von Dalwigk (1761–1825), jurista alemão e presidente do Supremo Tribunal de Apelação
- Wilhelm von Wolzogen (1762–1809), diplomata. Amigo de infância e cunhado de Friedrich Schiller
- Ferdinand von Wintzingerode (1770–1818), nobre e oficial alemão
- Christian Zais (1770–1820), arquiteto alemão, inspetor de construção e urbanista de Wiesbaden. A sepultura foi posteriormente transferida para o Alter Friedhof (Wiesbaden).
- Karoline Luise Friederike von Wied-Runkel, née princesa de Nassau-Weilburg (1770–1828)
- Friedrich August Lehr (1771–1831), conselheiro privado e médico pessoal de Guilherme, Duque de Nassau
- Ludwig Schellenberg (1772–1834), livreiro, impressor de livros e editor
- Justus von Gruner (1777–1820), Geheimer Staatsrat prussiano